# Grisy-sur-Seine
Grisy-sur-Seine település Franciaországban, Seine-et-Marne megyében. Lakosainak száma 115 fő (2022. január 1.). Grisy-sur-Seine Noyen-sur-Seine, Passy-sur-Seine, Villenauxe-la-Petite, Gouaix és Jaulnes községekkel határos.

## Népesség
A település népességének változása:
| Lakosok száma | 105  | 106  | 114  | 109  | 110  | 108  | 107  | 107  | 115  |
|               | 2013 | 2015 | 2016 | 2017 | 2018 | 2019 | 2020 | 2021 | 2022 |